# Consell d'Universitats
El Consell d'Universitats és un organisme que depèn orgànicament del Ministeri d'Universitats i que té per objecte ser l'instrument per a la coordinació acadèmica, la cooperació, la consulta i la proposta en matèria universitària de les diferents universitats d'Espanya, tant públiques com privades.
El Consell està presidit pel Ministre d'Universitats i com a vocals compta amb els rectors de les universitats espanyoles, així com amb cinc membres addicionals designats pel president del Consell.